# Kobylníky (Klobuky)
Kobylníky jsou malá vesnice, část obce Klobuky v okrese Kladno ve Středočeském kraji. Nachází se jihovýchodně od samotných Klobuk, na silnici, spojující Klobuky a Neprobylice. Severně od vesnice protéká Zlonický potok.

## Historie
První písemná zmínka o vesnici pochází z roku 1382.

## Obyvatelstvo
| Rok            | 1869 | 1880 | 1890 | 1900 | 1910 | 1921 | 1930 | 1950 | 1961 | 1970 | 1980 | 1991 | 2001 | 2011 | 2021 |
| -------------- | ---- | ---- | ---- | ---- | ---- | ---- | ---- | ---- | ---- | ---- | ---- | ---- | ---- | ---- | ---- |
| Počet obyvatel | 193  | 226  | 216  | 156  | 197  | 206  | 187  | 140  | 142  | 156  | 144  | 115  | 146  | 140  | 125  |
| Počet domů     | 22   | 28   | 31   | 30   | 32   | 34   | 39   | 46   | 46   | 43   | 42   | 40   | 42   | 42   | 42   |

## Obecní správa
Při sčítání lidu v letech 1850–1929 Kobylníky byly osadou obce Klobuky v okrese Slaný. V letech 1930–1960 byly samostatnou obcí, se kterým patřily nejprve do okresu Slaný, ale od roku 1960 v okrese Kladno. Od 1. července 1960 jsou opět částí obce Klobuky v okrese Kladno.

## Pamětihodnosti
- Zvonička s krucifixem, na návsi (kulturní památka ČR)

## Osobnosti
- Rudolf Bulandr (1896–1967), divizní generál, československý legionář, příslušník československé zahraniční armády, politický vězeň komunistického režimu